# Poeciliopsis gracilis
Poeciliopsis gracilis − gatunek słodkowodnej ryby karpieńcokształtnej z rodzaju Poeciliopsis należący do rodziny piękniczkowatych (Poeciliidae). Bywa hodowany w akwariach.

## Występowanie
Zasiedla wodu Ameryki Środkowej od płd. USA, poprzez Meksyk, Honduras, Gwatemalę po Wenezuelę

## Charakterystyka
Barwa ciała szarozielona z niebieskim odcieniem lekko srebrzysto połyskująca. Po bokach ciała, wzdłuż linii bocznej, rozmieszczone są czarne kropki.

## Dymorfizm płciowy
Samice większe dorastają do 7 cm. Samce są o połowę mniejsze - osiągają do 3 cm długości i posiadają gonopodium.

## Warunki w akwarium
| Zalecane warunki w akwarium | Zalecane warunki w akwarium |
| --------------------------- | --------------------------- |
| Zbiornik                    |                             |
| Temperatura wody            | 22-26°C                     |
| Twardość wody               | 6,5-7,5                     |
| Skala pH                    | średia do twardej           |
| pokarm                      | wszystkożerna               |
| Uwagi                       |                             |

## Wymagania hodowlane
Ryba towarzyska do akwarium wielogatunkowego. 

## Rozmnażanie
Gatunek żyworodny, Narybek wielkości ok. 8 mm. rodzi się wśród roślin. Liczba narybku skromna, kilka-kilkanaście sztuk.
Rozród odbywa się co około 10 dni. Liczba narybku waha się w granicach 20 sztuk.